# Armando Invernón
Armando Invernón Menéndez (Oviedo, España, 20 de febrero de 1980), conocido como Invernón, es un exfutbolista español. Jugaba como defensa y su último equipo fue el Caudal Deportivo de la Tercera División en España 

## Clubes
| Club                  | País   | Año       |
| --------------------- | ------ | --------- |
| Astur C. F.           | España | 1998-1999 |
| Navarro C. F.         | España | 1999-2001 |
| Real Avilés C. F.     | España | 2001-2004 |
| Oviedo A. C. F.       | España | 2004-2005 |
| Caudal Deportivo      | España | 2005-2006 |
| Club Marino de Luanco | España | 2006-2008 |
| Real Oviedo           | España | 2008-2010 |
| Caudal Deportivo      | España | 2010-2017 |